# Гнуштя

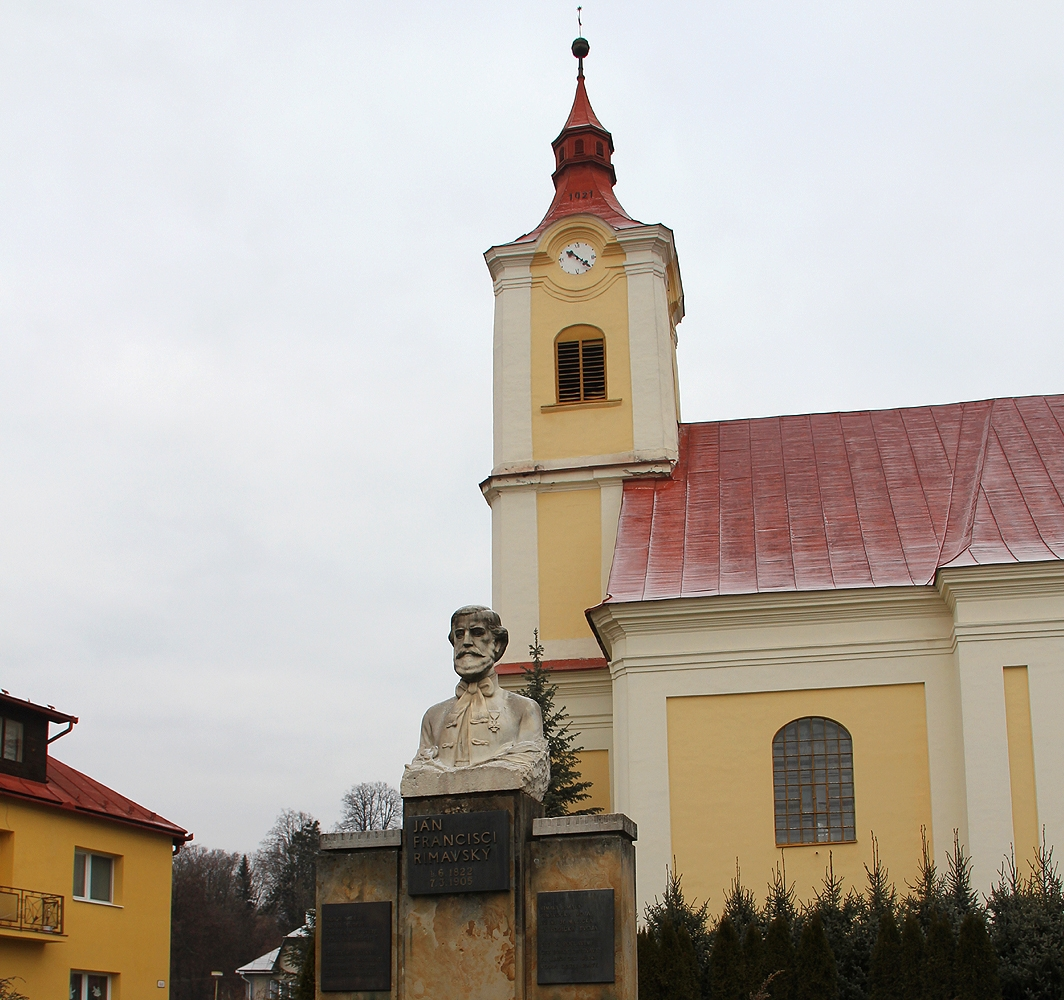

Гну́штя (словац. Hnúšťa, нем. Nusten, венг. Nyustya) — город в центральной Словакии.
Население — около 7,5 тыс. человек.

## География
Расположен у подножья Столицких Врхов на реке Римава.

## История
Гнуштя впервые упоминается в 1334 году. В 1811 году, когда были основаны рудники «Римавска Коалиция», Гнуштя начала расти. В городе был построен металлургический завод, который был закрыт в 1923 году. Тогда же был открыт химический завод.

## Население
| Год:                | 1994 | 2004    | 2014    | 2024     |
| ------------------- | ---- | ------- | ------- | -------- |
| Количество человек: | 7455 | 7558    | 7676    | 6436     |
| Разница:            |      | +1,38 % | +1,56 % | −16,15 % |

## Достопримечательности
- Приходской костёл
- Лютеранская кирха
- Лютеранская кирха в Гачаве
- Лютеранская кирха в Ликьере
- Лютеранская кирха в Брадно